# Гурвеська діоцезія
Гурве́ська діоце́зія (лат. Dioecesis Guruensis; порт. Diocese de Gurué) — діоцезія римського обряду Католицької церкви в Мозамбіці, з центром у місті Гурве.  Входить до складу Бейрівської церковної провінції. Суфраганна діоцезія Бейрівської архідіоцезії. Заснована 6 грудня 1993 року. Голова — єпископ Гурвеський. Центральний храм — Гурвеський собор.    Чинний голова — Франсішку Лерма-Мартінеш, єпископ Гурвеський.

## Єпископи
- Франсішку Лерма-Мартінеш

## Статистика
Згідно з «Annuario Pontificio» і Catholic-Hierarchy.org:
| Рік  | Населення | Населення | Населення | Священики | Священики | Священики | Священики           | Диякони | Ченці    | Ченці | Парафії |
| Рік  | католики  | загалом   | %         | загалом   | секулярні | ченці     | вірних на священика | Диякони | чоловіки | жінки | Парафії |
| ---- | --------- | --------- | --------- | --------- | --------- | --------- | ------------------- | ------- | -------- | ----- | ------- |
| 1999 | 192.500   | 1.150.000 | 16,7      | 33        | 9         | 24        | 5.833               |         | 31       | 30    | 13      |
| 2000 | 212.000   | 1.175.000 | 18,0      | 36        | 13        | 23        | 5.888               |         | 31       | 22    | 13      |
| 2001 | 227.000   | 1.175.000 | 19,3      | 39        | 17        | 22        | 5.820               |         | 29       | 24    | 13      |
| 2002 | 259.500   | 1.200.000 | 21,6      | 40        | 23        | 17        | 6.487               |         | 30       | 22    | 13      |
| 2003 | 234.600   | 1.400.000 | 16,8      | 60        | 24        | 36        | 3.910               | 3       | 41       | 13    | 15      |
| 2004 | 239.000   | 1.428.000 | 16,7      | 35        | 26        | 9         | 6.828               | 1       | 12       | 1     | 14      |
| 2006 | 247.000   | 1.482.000 | 16,7      | 37        | 19        | 18        | 6.675               |         | 24       | 22    | 15      |
| 2013 | 642.651   | 1.732.000 | 37,1      | 43        | 27        | 16        | 14.945              |         | 26       | 35    | 19      |